# Salvador Jorge Blanco
José Salvador Omar Jorge Blanco (5. juli 1926 – 26. december 2010) var en dominikansk advokat, forfatter og politiker. Han var præsident i den Dominikanske Republik fra 1982 til 1986.
| Efterfulgte: Jacobo Majluta | Dominikanske Republiks præsident 1982 – 1986 | Efterfulgtes af: Joaquín Balaguer |

1. ↑  Navnet er anført på bokmål og stammer fra Wikidata hvor navnet endnu ikke findes på dansk.